# BenQ-Siemens M81
BenQ-Siemens M81 — сотовый телефон второго поколения фирмы BenQ-Siemens. По сути, является копией BenQ-Siemens C81, только в спортивном корпусе, кнопки управления камерой и быстрого вызова избранного номера нет.

## Описание
Корпус состоит из пластика и резиновых вставок, линза камеры защищена пассивной (то есть камера при открытии не активируется) поворотной шторкой, в центре которой вспышка, кнопки выполнены из пластика, кроме софт-клавиш и боковых кнопок. Интерфейсный разъём закрывается заглушкой, которая не закреплена на корпусе и может быть утеряна. Крышка аккумуляторного отсека не фиксируется поворотным болтом, как на Siemens ME45, Siemens M65, Siemens M75 или Siemens ME75, а просто защёлкивается. Защищённость телефона ниже аналогичных аппаратов 75-й серии. Выпускается в цветовых вариантах Graphite Black и Steel Blue.

В основе телефона лежит микроконтроллер Infineon PMB8876 S-GOLD2; так как присутствует мультимедийный процессор ATI Gimmick W2182, есть возможность передачи стереопотока через профиль Bluetooth A2DP на внешние устройства (например, беспроводные стереонаушники), также аппарат оснащён новым интерфейсным разъёмом Nano.
Этот телефон прославился своим ненадёжным корпусом. При длительном использовании прорезиненные кнопки выпадают, и весь резиновый материал начинает облезать с корпуса.

## Характеристики
| Общие характеристики               | Общие характеристики |
| ---------------------------------- | --- |
| Диапазоны частот                   | GSM 900, GSM 1800, GSM 1900                                                                                               |
| Тип корпуса                        | классический |
| Конструкция                        | навигационная кнопка |
| Антенна                            | встроенная |
| Вес                                | 96 г |
| Размеры                            | 105,3x47.5x18.4 мм |
| Звонки                             | |
| Тип мелодий                        | 64-голосная полифония |
| Виброзвонок                        | есть |
| Редактор мелодий                   | нет |
| Связь                              | |
| Интерфейсы                         | COM-порт, USB, Bluetooth                                                                                                  |
| Доступ в интернет                  | CSD, WAP, GPRS, EDGE, POP/SMTP-клиент                                                                                     |
| Синхронизация с компьютером        | есть |
| Сообщения                          | |
| Дополнительные функции SMS         | ввод текста со словарём                                                                                                   |
| MMS                                | есть |
| EMS                                | нет |
| Другие функции                     | |
| Громкая связь (встроенный динамик) | есть |
| Экран                              | |
| Тип экрана                         | цветной TFT-экран, 262144 цветов                                                                                          |
| Размер изображения                 | 132x176 пикс. |
| Мультимедийные возможности         | |
| Встроенная фотокамера              | 1280x1024 (1.3 млн пикс.)                                                                                                 |
| Запись видеороликов                | есть |
| Аудио                              | SRT, IMY, MIDI, AMR, WAV, MP3, AAC (+, ++)                                                                                |
| Видео                              | 3GP, MPEG4, полноэкранный просмотр                                                                                        |
| Игры                               | есть |
| Java-приложения                    | есть |
| Объём встроенной памяти            | 16 МБ |
| Тип карты памяти                   | RS-MMC |
| Питание                            | |
| Тип аккумулятора                   | Li-Ion |
| Ёмкость аккумулятора               | 820 мАч |
| Время разговора                    | 5:00 ч:мин |
| Время ожидания                     | 300:00 ч:мин |
| Записная книжка и органайзер       | |
| Записная книжка в аппарате         | ограничено свободной динамической памятью телефона                                                                        |
| Органайзер                         | будильник, калькулятор, планировщик задач                                                                                 |
| Дополнительная информация          | |
| Особенности                        | диктофон с возможностью записи разговора, LED-вспышка с возможностью использования в качестве фонарика, спортивный корпус |

## Похожие модели
- BenQ-Siemens C81
- Nokia 6151
- Siemens S75